# Дисидентський рух у СРСР
Дисиде́нтський ру́х у СРСР (від лат. dissidens — незгідний) — громадяни СРСР, які у 1960-х — на початку 1980-х років відкрито піддавали сумніву й критикували офіційну комуністичну ідеологію та політику.

## Зародження дисидентського руху
У 1950—70-х роках у Радянському Союзі виникло примітне явище, коли політику уряду стала відкрито критикувати невелика, але дедалі більша кількість людей, яких звичайно називали дисидентами й які вимагали ширших громадянських, релігійних і національних прав.
Як після десятиліть терору, в атмосфері жорсткого контролю й при всіх наявних засобах ідеологічної обробки міг зародитися цей гідний подиву виклик режимові? Дисидентство великою мірою виросло з десталінізації, з послаблення «паралічу страху», що було зроблено Хрущовим. Але обмежені викриття страхітливих злочинів сталінської доби викликали розчарування та скептицизм відносно й інших сторін режиму. Тому спроба Брежнєва обмежити лібералізацію викликала протести й опозицію, особливо серед інтелігенції.
Помітний вплив на формування інакодумства справляли зовнішні фактори. Передусім це стосується антикомуністичних виступів у країнах «соціалістичного табору», зокрема 1956 р. в Угорщині, потім Польщі, НДР, Чехословаччині, розгортання світового правозахисного руху, стимульованого прийнятою ООН у 1948 та розповсюдженою в Україні з 1963 року «Загальною декларацією прав людини» (СРСР утримався від голосування).
Дисидентський рух плинув у СРСР трьома потоками, що часто зливалися. Завдяки легшому доступу до західних журналістів найвідомішим був московський правозахисний, або демократичний, рух, що переважно складався з представників російської інтелігенції, серед провідників якої були такі світочі, як письменник Олександр Солженіцин та фізик-ядерник Андрій Сахаров. Іншою формою «антигромадської поведінки» був релігійний активізм. В Україні, як і в інших неросійських республіках, дисидентство викристалізовувалося у змаганнях за національні й громадянські права, а також за релігійну свободу.
Серед західних аналітиків українського дисидентського руху існує розбіжність щодо умов, котрі спонукали українців до відкритого протесту. Олександр Мотиль доводить, що до зародження дисидентства в Україні, як і в Радянському Союзі взагалі, спричинився насамперед політичний курс радянського керівництва, особливо хрущовська «відлига» й намагання Брежнєва покласти їй край. Відверто проукраїнська лінія Шелеста, поза всяким сумнівом, давала українській інтелігенції додаткову спонуку висловлювати невдоволення Москвою. Всеволод Ісаєв та Богдан Кравченко підкреслюють, що дисидентство було тісно пов'язане насамперед із соціально-економічною напруженістю. З огляду на організований Москвою величезний наплив в Україну росіян, вони вважають, що конкуренція за вигідну роботу між привілейованими російськими прибульцями та амбіційними українцями часто схиляла останніх до підтримки вимог дисидентів надати Україні більшої самостійності.
Першими організаціями інакодумців України стали:
- Українська робітничо-селянська спілка (УРСС) Створена у Львові у 1959 р., арештована — 1961 р.
- Об'єднана партія визволення України
- Український національний фронт (УНФ) Створена З.Красівським та М.Дяком у 1964 р.
- Український національний комітет (УНК)
- Демократичний союз соціалістів
- Партія боротьби за реалізацію ленінських ідей
- Реалістичний робітничий гурток демократів — створений на Донбасі у 1956 р.

## Шістдесятники
Спочатку осередок українських дисидентів становили «шістдесятники» — нове плідне покоління письменників, що здобувало собі визнання. До нього належали Ліна Костенко (1930 р.н.), Василь Симоненко (1935–1963), Іван Драч (1936–2018), Іван Світличний (1929–1992), Євген Сверстюк (1928–2014), Юлій Шелест (1937–2009), Микола Вінграновський (1936–2004), Алла Горська (1929–1970) та Іван Дзюба (1931-2022). Пізніше до них приєдналися Василь Стус (1938–1985), Михайло Осадчий (1936–1994), Ігор Калинець (1939 р.н.) та Ірина Стасів-Калинець (1940–2012), Іван Гель (1937–2011), Мирослава Зваричевська (1936—2012) та брати Михайло Горинь (1930–2013), Богдан Горинь (1936 р.н.).
Значна частина членів групи швидко робили собі перспективну кар'єру, деякі були переконаними комуністами. Хоча дисиденти діяли переважно в Києві та Львові, вони походили з різних частин України. Більшість становили східні українці, проте багато з них мали ті чи інші зв'язки із заходом України, де свого часу навчалися чи працювали. Інша риса полягала в тому, що чимало інтелігентів були в своїх сім'ях першими, хто залишив село й приєднався до лав міської інтелігенції. Звідси й той наївний ідеалізм та складна аргументація, часто притаманні їхнім заявам. Загалом вони становили дуже аморфний і неорганізований конгломерат людей. В Україні налічувалося не більше тисячі активних дисидентів.
Євген Сверстюк писав у 1993 році: «… Серед ознак шістдесятників я б поставив на перше місце юний ідеалізм, який просвітлює, підносить і єднає… Другою ознакою я б назвав шукання правди і чесної позиції… Поетів тоді називали формалістами за шукання своєї індивідуальності. Насправді за шукання істини — замість ідеї спущеної зверху для оспівування. Як третю ознаку я б виділив неприйняття, опір, протистояння офіціальній літературі та всьому апаратові будівничих казарм.»
На останній хвилі відлиги встигло розквітнути багато талантів, які потім страждали за це. У 1962 році побачила світ перша поетична збірка Василя Симоненка, одного з найвідоміших поетів «українського відродження». 1965 та 1973 років у Мюнхені були опубліковані інші його твори, але автор цих видань не побачив. У 1962 році був жорстоко побитий органами міліції і помер 14 грудня 1963 р.
Однією з представниць шістдесятників була Ліна Костенко. У своїй творчості вона звертається до історичного минулого, одвічних проблем духовності народу.
Характеризуючи найяскравіших представників літератури того часу, Є. Сверстюк писав, що незважаючи на спільні риси, кожен з них відрізнявся своєю творчою індивідуальністю: «Іван Світличний виводив соцреалізм на загальнолюдський простір та демонтував теорію партійної літератури. Іван Драч приніс перші вірші незвичайні та незрозумілі так, наче його й не вчили, про що і як треба писати. Василь Симоненко заговорив з Україною в тоні надзвичайної щирості та відвертості. Микола Вінграновський тривожно заговорив про свій народ, і метафори його звучали апокаліптично. Ліна Костенко зрідка виступала зі своїми віршами, але то були вірші такої сили звучання, наче вся радянська поезія для неї неістотна.»
Зовсім не те і не так, як навчали в інституті, малювали Віктор Зарецький (1925–1990), Алла Горська (1929–1970), Галина Севрук (1929 р.н.), Панас Заливаха (1925–2007).
До шістдесятників відносять також дещо старшого за віком поета-дисидента Івана Коваленка (1919–2001), чию постать вивчав історик Сергій Білокінь. Він, зокрема, писав: «Зараз є тенденція представляти шістдесятництво як рух дещо елітарний, притаманний здебільшого великим містам, як-от Київ чи Львів. На прикладі долі Івана Коваленка можна простежити, що цей рух захопив досить широкі верстви населення у різних містах України, що саме й викликало зрозумілу тривогу можновладців».

## Прояви дисидентства
Головним проявом дисидентства був замах на Брежнєва. 21 січня 1969 року Віктор Ільїн був у наряді черговим офіцером. О 7 годині 45 хвилин він украв два пістолети Макарова та чотири магазини до них і дезертирував. Поїхав до Ленінграда, а звідти о 10 годині 40 хвилин вилетів до Москви. Там він зупинився у знайомого міліціонера. Свій приїзд Ільїн пояснив бажанням подивитися на зустріч космонавтів екіпажів кораблів «Союз-4» та «Союз-5», яка мала відбутися наступного дня. У цій зустрічі мав узяти участь Леонід Брежнєв.
Вранці 22 січня Віктор Ільїн вийшов із квартири, одягнувши міліційний плащ із погонами сержанта й кашкет, і попрямував до Кремля, куди його впустили завдяки однострою. Ільїн став у міліційне оточення біля брами в Боровицькій вежі. Чисто випадково він опинився між двох взводів оточення, а тому, як незнайомець, не викликав підозр у міліціонерів. Близько 14.15 у браму в'їхав урядовий кортеж. Ільїн пропустив першу машину. Побачивши, що під'їжджає друга, він ступив крок уперед і відкрив вогонь по лобовому склу автомобіля ЗіЛ-111Г з обох пістолетів (зазвичай машина Брежнєва була в кортежі другою), які перед тим заховав у рукавах плаща. За шість секунд він встиг випустити 16 куль.
У цій машині не було Брежнєва. У ній їхали космонавти Леонов, Ніколаєв, Терешкова та Береговий. Космонавти встигли пригнутися. Пострілами смертельно поранило шофера — Іллю Жаркова. Ніколаєв перехопив кермо й зупинив автомобіль. Берегового поранили скляні осколки, а Ніколаєву куля подряпала спину. Був поранений також мотоцикліст ескорту. Він скерував мотоцикл на Ільїна і збив його, а тоді Ільїна затримали співробітники КДБ
Українські дисиденти були дуже різноманітні у своїх поглядах та цілях. Іван Дзюба, літературний критик і один з найвидатніших дисидентів, однаково прагнув здобути як громадянські свободи, так і національні права. Він чітко висловив свою мету: «Я пропоную… одну-єдину річ: свободу — свободу чесного публічного обговорення національного питання, свободу національного вибору, свободу національного самопізнання і саморозвитку. Але спочатку і насамперед має бути свобода на дискусію і незгоду». Націонал-комуніста Дзюбу непокоїла велика розбіжність між радянською теорією та дійсністю, особливо в галузі національних прав, тому він закликав власті усунути її для блага як радянської системи, так і українського народу.
На відміну від нього історик Валентин Мороз продовжував інтелектуальні традиції українського націоналізму, відкрито виражаючи свою відразу до радянської системи та надію на її крах.
Проте взагалі українські дисиденти закликали до проведення в СРСР реформ, а не до революції чи відокремлення, й виступали проти національних репресій в Україні та за громадянські права в СРСР.
Перші прояви цього руху мали місце наприкінці 1950-х та на початку 60-х років, коли на Західній Україні було організовано кілька невеликих таємних груп. Виділялася серед них так звана «Група юристів» на чолі з адвокатом Левком Лук'яненком. Вона закликала до здійснення законного права України на вихід із Радянського Союзу. Після виявлення цих груп їхніх учасників на закритих процесах було засуджено до тривалих термінів ув'язнення.
У 1962 та 1963 роках Хрущов провів широко розрекламовані зустрічі з діячами культури та мистецтва. На них він роздратовано засудив «відступи від соціалістичного реалізму» та «прояви формалізму і абстракціонізму».
Інерція десталінізації продовжувала розбурхувати неспокій серед інтелігенції. Проведена у 1963 р. в Київському університеті офіційна конференція з питань культури та мови, участь у якій взяли більше тисячі осіб, перетворилася на відкриту демонстрацію проти русифікації.
Приблизно в цей час студенти та інтелігенція стали постійно сходитися до пам'ятника Тарасові Шевченку в Києві не тільки для публічних читань творів поета, а й також для того, щоб критикувати культурну політику режиму. Підозріла пожежа 1964 р., що знищила фонд українських рукописів бібліотеки Академії наук України, викликала бурю протестів провідних діячів літератури.
Побоюючись, щоб події не вийшли з-під контролю, Кремль вирішив ударити по дисидентському рухові в усьому Радянському Союзі. Наслідком цієї політики в Україні став арешт наприкінці 1965 р. близько двох десятків тих, хто протестував особливо голосно. Щоб залякати інших, влада вирішила судити дисидентів відкритим судом.
Проте ця тактика бумерангом ударила по них самих, викликавши ще сильніші протести й опозицію. Побувавши на цих процесах у Львові, молодий журналіст і відданий комуніст свого часу В'ячеслав Чорновіл написав «Записки Чорновола» — збірку документів, що викривали свавільні, протизаконні й цинічні маніпуляції властей правосуддям.
У палкій промові перед великою аудиторією в Києві засудив арешти Іван Дзюба. Він також подав Шелесту й Щербицькому свою працю «Інтернаціоналізм чи русифікація?» — тонкий, ерудований і безжальний аналіз теорії й механіки русифікації в Україні. Після свого арешту в 1970 р. за антирадянську агітацію та пропаганду Валентин Мороз написав «Репортаж із заповідника ім. Берії», емоційна й викривальна сила якого спрямована проти сваволі радянського офіціозу та руйнування ним окремого індивіда й цілих народів.
Щоб не дати владі ізолювати дисидентів одного від одного й від суспільства, щоб інформувати світ про подробиці переслідувань в СРСР, у 1970 р. українські дисиденти почали таємно поширювати часопис «Український вісник». Хоч КДБ й зміг обмежити розповсюдження цих матеріалів в Україні, йому не під силу було запобігти їх проникненню на Захід. Там за допомогою українських емігрантів вони публікувалися й пропагувалися, що викликало у радянських властей замішання й переляк.

## Культурне життя періоду «застою»
Післяхрущовське двадцятиріччя (1965—1985 рр.) в Україні пройшло під знаком неухильного поглиблення кризи радянського суспільства, що поширилася на всі сфери життя — політику, економіку, соціальні відносини, ідеологію, культуру.
У цей час суспільно-політичне життя в Україні розвивалося надзвичайно суперечливо. З одного боку — наступ партапарату, його ідеології, з іншого — зростання національної свідомості.
Розвиток культурного життя теж мав суперечливий характер. Щорічно відкривалися нові школи, зростала кількість вчителів, і в той же час у зв'язку зі зменшенням приросту населення зменшувалась кількість дітей шкільного віку. Все менше ставало шкіл з українською мовою навчання. А в деяких містах, особливо Донецького регіону, вони зовсім зникли. Офіційна влада посилено стимулювала процес русифікації. Освіта перебувала у стані постійного експериментування, політизації, пристосування до потреб «комуністичного будівництва».
Певних успіхів досягла українська наука у кібернетиці, фізиці, математиці. Проте були проблеми. Вітчизняні вчені були виключені з міжнародного обміну інформацією, часто важливі наукові відкриття не доходили до керівників.
На науках гуманітарного профілю негативно позначилася заідеологізованість учених, тенденції до технізації всієї академічної системи. Але й тоді були історики, які не йшли на компроміси з владою: М. Брайчевський, Олена Компан, Я. Дзира.
В українській літературі тих років червоною ниткою проходили теми жовтневої революції і Великої Вітчизняної війни. Водночас з'являлися і неординарні твори. Поміж них — романи «Собор» (писався у 1963-67 рр.) і «Циклон» О. Гончара, проза Ю. Мушкетика, Є. Гуцала, Р. Іванчука, Ю. Дрозда, поезії І. Драча, Б. Олійника, Д. Павличка, Л. Костенко, інших.
За сприяння тодішнього керівника республіканської компартії Шелеста влада пішла на ряд суттєвих пом'якшень у своїй культурній політиці, навіть почався новий, щоправда, дуже поміркований варіант «українізації», розпочало діяльність «Українське товариство охорони пам'яток історії та культури», що, зокрема, здійснювало реставрацію пам'яток козацької доби. Однак все це явно суперечило московському курсові на створення «нової спільноти — радянського народу» й толерувалося лише до першої зручної нагоди.
Такою нагодою стали відомі події 1968 року в Чехословаччині. Хоча П. Шелест активно підтримав інтервенцію, він недовго протримався при владі, звинувачений в недостатньому послухові Москві та потуранні українському націоналізмові. Після приходу до влади у 1972 р. ультралояльного щодо Москви В. Щербицького знову почалося закручування гайок. Знаменним початком його були засудження та фактична заборона роману «Собор». Багатьох «шістдесятників» піддано гострій критиці та переслідуванням, кількох (зокрема Івана Дзюбу) навіть заарештовано.
Щербицький, спираючись на шефа КДБ Федорчука і партійного ідеолога Маланчука, розпочав масивний погром опозиційної інтелігенції, що призвів до арешту сотень людей і набагато суворіших вироків, ніж у 1965—1966 р. Відвертих дисидентів, а також співробітників дослідних інститутів, редакційних колегій, університетів, яких підозрювали в «неблагонадійних» поглядах, виганяли з роботи. Ця хвиля переслідувань, що нагадувала сталінські дні, травмувала ціле покоління української інтелігенції й змусила багатьох, серед них і Дзюбу, покаятися й відійти від дисидентської діяльності.
Практично припинилися перевидання творів митців, репресованих у 30-ті роки. З культурного обігу старанно вилучалося все, що могло стимулювати національні почуття, цензуруванню почали піддавати навіть класичні вірші Тараса Шевченка. Наслідком стала поява альтернативної, підпільної «дисидентської» культури, зокрема — так званого «самвидаву». Дисидентами (а пізніше — політв'язнями) стала найрадикальніша частина «шістдесятників». Інші або самоізолювалися від активного культурного життя, або пішли на компроміс із владою, вважаючи це єдиним способом продовжити спілкування з читачем.
Свідченням про наростання тиску на літературу стало прийняття ЦК КПРС у січні 1973 року Постанови «Про літературно-мистецьку діяльність». Вона вимагала більшої активності у слідування ідейним настановам партії.
Виникли проблеми й у розвитку інших видів мистецтва. Режим прагнув підкріпити безплідні ідеї про «розвинуте соціалістичне суспільство, як вищу форму цивілізації». Замовлення верхів стимулювалося високими гонорарами, лауреатськими званнями, почестями і матеріальним достатком.
Кількість театрів зросла з 61 до 89. На сцені були суворо заборонені п'єси, які викривали недоліки існуючого ладу. Український театр дедалі більше втрачав свою національну особливість. Наприклад, з семи ТЮГів лише львівський був українським.
У музичному мистецтві в ті роки плідно працювали Г. Майборода, В. Губаренко, П. Майборода, І. Шамо. Але стало помітним і зникнення інтересу до національної музики. Її традиції намагалися зберегти хор імені Вірьовки, капела «Думка», заборонений у 1971 році етнографічний ансамбль «Гомін» та інші колективи. У 1979 р. трагічно обірвалося життя автора пісень «Червона рута» та «Водограй» В. Івасюка. Розвивалося оперне мистецтво (М. Стеф'юк, А. Солов'яненко, Д. Гнатюк).
В образотворчому мистецтві того часу занадто багато місця займали образи Леніна (М. Божій, В. Касіян, С. Шипка). Але розвивалась і українська школа живопису (М. Дерегус, В. Чеканюк, Т. Яблонська, Й. Кошая). Твори деяких художників-новаторів просто знищували (А. Рибачук, В. Мельниченко).
1960-70-ті роки стали періодом формування українського поетичного кіно. Започаткували його випущені в цей час фільми «Камінний хрест» Леоніда Осики, «Криниця для спраглих» Юрія Іллєнка за сценарієм І. Драча, «Білий птах з чорною ознакою» і «Вечір на Івана Купала» Юрія Іллєнка, «Вавилон ХХ» Івана Миколайчука, «Тіні забутих предків» Сергія Параджанова. Доля цих картин не була простою. Часто її вирішувала не професійність режисури чи майстерність акторів, а реакція влади.

## Опозиція в 1960-70-х роках
У вересні 1965 р. під час презентації у кінотеатрі «Україна» фільму «Тіні забутих предків» з різкою критикою арештів інтелігенції виступили Дзюба, Стус, Чорновіл. Під їхнім листом підписалося 140 присутніх. Реакція з боку влади була блискавичною. Їх всіх було звільнено з місць роботи. Листи звернення до керівників УРСР та СРСР стали однією з найпоширеніших форм протесту у ті роки.
У 1967 році в структурі КДБ створюється спеціальне «п'яте управління», на яке режим поклав обов'язки з боротьби із «ідеологічними диверсіями», а фактично — з інакодумцями.
Іншою формою діяльності дисидентів було поширення підготовлених книг, статей, відозв. Вони потайки переписувалися, передавалися з рук в руки. Така система називалася «самвидавом». Першою «самвидавською» роботою (1966 р.) була «Правосуддя чи рецидиви терору?» В'ячеслава Чорновола. В січні 1970 року почав виходити журнал «Український вісник». До 1972 року вийшло шість номерів.
Завдяки цілеспрямованим діям дисидентів у 1960-х рр. була започаткована традиція 22 травня вшановувати пам'ять Тараса Шевченка. Цього дня 1861 року труну з його тілом провезли з Петербурга через Київ до Канева. 1967 року в цей день міліція розігнала учасників зібрання біля пам'ятника поетові у Києві і заарештувала 4 з них. На вимогу розгніваних людей, які влаштували демонстрацію біля ЦК КПУ арештантів звільнили.
У 1972 році досягла свого апогею кампанія репресій проти інакомислячих. Були заарештовані В'ячеслав Чорновіл, Євген Сверстюк, Тарас Мельничук, Іван Світличний, Іван Дзюба, Михайло Осадчий, Юлій Шелест, Василь Стус, Іван Коваленко та інші. Практично всі вони були засуджені до тривалого ув'язнення та відправлені до таборів суворого чи особливого режимів на Уралі та в Мордовії. Крім цього було поставлено систему «каральної медицини». Деяких опозиціонерів, яких було важко звинуватити у порушенні відповідних статей кримінального кодексу оголошували божевільними та замикали до психіатричних лікарень спеціального типу.
На початку 1970-х рр. дисидентство стало впливовим чинником політичного життя. Активні дії правозахисників стали відомі на Заході, повідомлення про них потрапили на сторінки іноземної преси.
Масові репресії 1972 року на деякий час паралізували активність дисидентів. Однак вже у 1974 році побачили світ 7 та 8 випуски «Українського вісника» у чому незаперечна заслуга Степана Хмари.
Поріділі чисельно, але й далі сповнені рішучості дисиденти у 1975 р. дістали новий імпульс, коли СРСР підписав Гельсінську угоду й офіційно погодився шанувати громадянські права своїх підданих. Повіривши Кремлеві на слово, дисиденти організували відкриті й, на їхню думку, юридичне санкціоновані групи, завдання яких полягало в тому, щоб наглядати за дотриманням громадянських прав з боку Кремля. Перший Гельсінський комітет було засновано в Москві у травні 1976 р. Незабаром, у листопаді 1976 р., в Києві з'явилася Українська Гельсінська група. Аналогічні групи сформувались у Литві (листопад 1976 р.), Грузії (січень 1977 р.) та Вірменії (квітень 1977 р.).
Гельсінські групи не були таким уже поширеним явищем серед країн соціалістичного табору. У Радянському Союзі їх було п'ять. Поза його межами вони існували лише у Польщі (Комітет захисту робітників, перетворений згодом у Комітет громадського захисту (KOS-KOR)), у Чехословаччині (група «Хартія-77»). У Румунії подібні групи не виникли, оскільки таємна поліція придушувала кожну таку спробу у зародку. У НДР місцеві громадяни користалися Гельсінськими угодами головно для того, щоб дістати право еміграції. Зовсім слабим був відгук на гельсінський процес у Болгарії та Угорщині. Все це дає підстави стверджувати, що українські дисиденти були однією з головних опозиційних груп у Центральній і Східній Європі.

## Українська Гельсінська група
Очолив Українську Гельсінську групу (УГГ), створену 9 листопада 1976 р., письменник Микола Руденко — політичний комісар у роки Другої світової війни та колишній партійний чиновник у письменницькій організації. Його близьким товаришем був генерал Радянської армії Петро Григоренко — кавалер багатьох урядових відзнак, якого відправили у відставку.
Група налічувала 37 учасників, найрізноманітніших за походженням. Тут були дисиденти, що вже відбули терміни ув'язнення, такі як Ніна Строката, Василь Стус, Левко Лук'яненко, Іван Кандиба, Надія Світлична та В'ячеслав Чорновіл, такі колишні націоналісти (що вижили після десятиліть, проведених у сталінських концтаборах), як Святослав Караванський, Оксана Попович, Оксана Мешко, Ірина Сеник, Петро Січко, Данило Шумук та Юрій Шухевич (син командувача УПА Романа Шухевича), і такі релігійні активісти, як православний священник Василь Романюк.
Незважаючи на постійні арешти, склад УГГ продовжував збільшуватися. Наприкінці 1970-х років деякі з членів — Петро Григоренко, Ніна Строката-Караванська, Надія Світлична — емігрували з СРСР, тим самим діставши можливість представляти УГГ за кордоном.
Українську Гельсінську групу відрізняли від попередніх дисидентів дві важливі риси. Перша полягала в тому, що група являла собою відкриту громадську організацію, яка хоч і не була прорежимною, проте вважала, що має законне право на існування. Такі погляди були для Східної України чимось нечуваним ще з часу встановлення радянської влади. Іншою безпрецедентною рисою були контакти з аналогічними групами в усьому СРСР з метою «інтернаціоналізувати» захист громадянських і національних прав.
У програмних заявах групи явно проступало й нове мислення. Вони наголошували на застосуванні легальних методів, убачаючи розв'язання суспільних проблем у дотриманні законів узагалі й поважанні прав особи зокрема. Тому члени групи часто називали свою діяльність правозахисним рухом. Як зауважував Іван Лисяк-Рудницький, проповідування законності й справжньої демократії замість певної ідеології, наприклад, націоналізму чи марксизму, якими доти захоплювалася українська інтелігенція, стало важливим поворотним пунктом в історії української політичної думки.
Хоч деякі члени Української Гельсінської групи лишалися якоюсь мірою на позиціях марксизму чи націоналізму, погляди її більшості найчіткіше передає такий уривок зі спогадів Данила Шумука, що в минулому був водночас комуністом і націоналістом і провів близько 40 років у польських, нацистських і радянських тюрмах: «Лише демократія здатна врятувати людство від небезпеки тиранії як лівого, так і правого ґатунку. Лише необмежене, гарантоване законом право усіх громадян висловлювати, пропагувати й захищати свої ідеї спроможне дати людям можливість контролювати і скеровувати політику уряду. Без цього права не може бути й мови про демократію і демократичні вибори до парламенту. Там, де немає легальної опозиції, що користується рівними правами в парламенті й серед народу, немає демократії… Я дійшов цих висновків після багатьох років роздумів, узагальнень та аналізу, і вони привели мене до критичного ставлення як до комуністів, так і до націоналістів донцовського типу».
Різким контрастом до ксенофобії, притаманної націоналізмові першої половини ХХ-го сторіччя, було те, що палкий патріотизм українських дисидентів не передбачав ворожості до інших народів, навіть до росіян. У 1980 р. в одній із їхніх заяв говорилося: «Ми розуміємо, що значить жити під колоніальним гнітом, і тому заявляємо, що народові, який живе в нашій країні, буде забезпечено найширші політичні, економічні і соціальні права. Будуть безумовно гарантовані всі права національних меншостей і різноманітних релігійних асоціацій». Виходячи зі своїх легалістських поглядів, члени Української Гельсінської групи вважали, що найкращим шляхом до незалежності України є застосування гарантованого в радянській конституції права на вихід з СРСР. На їхню думку, найефективніший спосіб «деколонізації» Радянського Союзу полягав у тому, щоб дозволити його народам провести справді вільні вибори.
Але ні поміркованість Гельсінської групи, ні вимоги Заходу дотримуватися зобов'язань, що їх на себе взяв СРСР за Гельсінською угодою, не перешкодили радянській владі знову влаштувати дисидентам погром. До 1980 р. приблизно три чверті членів Української Гельсінської групи отримали терміни ув'язнення від 10 до 15 років. Решту було вислано з України. Деяким, аби заспокоїти світову громадську думку, дозволили емігрувати.
Діяльність Української гельсінської групи засвідчила про перехід дисидентського руху в нову, більш зрілу стадію — стадію, яка відзначалася сформованою організаційною структурою й чітко окресленою політичною програмою. Основним новим моментом цієї програми був перехід українських дисидентів на самостійницькі позиції. У документах дисидентського руху все частіше звучала вимога виходу України зі складу СРСР і створення незалежної демократичної української держави". Після відновлення діяльності групи у 1988 р. на її базі було створено «Українську республіканську партію» у 1990 році. .

## Релігійне дисидентство
Окремий різновид дисидентства в Україні базувався на релігії. Теоретично радянська конституція гарантувала свободу віровизнання. Але режим удавався до цілого ряду заходів для боротьби з релігійними віруваннями та практикою. Вони включали обмеження релігійних публікацій, заборону навчати дітей релігії, проведення серед них атеїстичної агітації, засилання агентів у середовище священнослужителів і церковної ієрархії, закриття культових споруд, застосування до тих, хто стоїть за віру, громадських та економічних санкцій, обмеження можливості здобути освіту. Антирелігійна кампанія Хрущова у 1959–1964 призвела до закриття половини православних церков в Україні (з усіх близько 7 000 у 1959).
Релігійний опір прийняв форму петицій, протестів проти порушень свободи совісті і релігії, переконань та напівлегальної діяльності.
Намагання влади закрити 1974 Почаївську Лавру в результаті солідарного опору монахів і вірних та розголосу за кордоном не було здійснене. Духовна безплідність радянської ідеології, з одного боку, та обурення жорстокою політикою режиму, з іншого, зумовили відновлення потягу до релігії, особливо на селі.
Скажене гоніння Української греко-католицької церкви («церкви у катакомбах») не змогло цілком знищити її. В останні десятиліття таємні відправи для віруючих проводили на Західній Україні 300—350 греко-католицьких священників на чолі з кількома єпископами. Існували навіть підпільні монастирі й таємні друкарні.
У 1968–1969 органи КДБ провели масові арешти серед священників Греко-Католицької Церкви, а 1969 єпископ В. Величковський був засуджений на три роки ув'язнення. 1973 священник В. Прокопів був заарештований за те, що супроводжував до Москви делегацію вірян, яка вимагала офіційного відновлення Греко-Католицької Церкви.
У 1982 р. Йосип Тереля організував Комітет захисту Української католицької церкви, що ставив собі за мету домогтися її легалізації. Хоч у відповідь на це режим став заарештовувати її активістів, серед українців Галичини та Закарпаття відданість своїй давній церкві не втрачала сили.
Православна церква в Україні, що офіційно називалася Російською православною церквою, перебувала у вигіднішому становищі, оскільки її визнавав радянський уряд. Але ціною цього було співробітництво з режимом, що доходило до плазування перед ним. Як наслідок, у православній церкві, й особливо серед її ієрархії, поширилися корупція, лицемірство і тенденція задовольняти державні інтереси за рахунок релігійних потреб. Це призвело до того, що кілька членів нижчого духовенства, зокрема жорстоко переслідуваний Василь Романюк, виступили з осудом як власних зверхників, так і держави.
Чи не найбільш войовничими і динамічними віровизнаннями в Україні в 1960—70-х роках були баптистська та інші протестантські церкви — п'ятидесятники, адвентисти, Свідки Єгови. Вони відправляли свої релігійні потреби в автономних конгрегаціях, навчали дітей, як цього вимагає їхня віра, нерідко відмовлялися реєструватися в органах влади, що ускладнювало властям контроль над ними. Їхні погляди, організація, що спирається на простих віруючих, відданість вірі приваблювали до них численних новонавернених, особливо на Східній Україні. В ці роки вони становили непропорційно велику частку «в'язнів совісті» в СРСР. До свого виїзду в Сполучені Штати першим провідником баптистів був пастор Георгій Вінс.

## Придушення дисидентства
На початку 1980-х рр. в Україні інтелігентський дисидентський рух було практично розгромлено.
Незважаючи на всю відвагу, натхненність та ідеалізм дисидентів і на одіозну поведінку їхніх гонителів, цей рух не став масовим в Україні. Однією з причин цього стало те, що, крім засудження режиму й вимог дотримуватися законів, дисиденти не сформулювали виразної політичної програми. Питання, які вони порушували, не були проблемами щоденного життя, що хвилюють більшість населення.
Але вирішальною причиною невдачі дисидентського руху була природа системи, що протистояла йому. На дисидентів ополчилися всі потужні сили радянської системи й особливо всемогутній КДБ. Володіючи монополією на засоби комунікації, режим всіляко перешкоджав поширенню інформації про дисидентів серед громадськості. Коли ж якась інформація все ж з'являлася, то вона звичайно була спотвореною й змальовувала дисидентів у негативному світлі.
Але на відміну від сталінських часів таємна поліція вже не виявляла такого фанатизму й не знищувала дійсних і потенційних супротивників. Тепер вона намагалася ізолювати дисидентів від суспільства й, застосовуючи до них методи дедалі більшого тиску, змусити їх покаятися або замовкнути. Тим, хто критикував режим, відмовляли в робочих місцях, у можливості здобуття освіти їхнім дітям й навіть у даху над головою. Найупертіших засуджували до тривалих термінів ув'язнення або запроторювали до психіатричних лікарень, де їм давали препарати, що руйнують людську особистість. Знищуючи кількох, КДБ успішно вдавалося залякати багатьох.
У своїй діяльності в Україні таємна поліція була не такою обмеженою, як у Москві. Ізольовані від столичних західних журналістів, українські дисиденти не мали захисту так званої «парасолі гласності», як російські та єврейські дисиденти. Та й проблема національних прав українців не викликала на Заході великого інтересу. Тим часом, побоюючись українського націоналізму, режим проводив в Україні особливо жорстокі репресії. Ось чому київський КДБ мав репутацію найбрутальнішого в СРСР, ось звідки непропорційно велике число саме українських репресованих.

## Значення руху
Рух опору в Україні здобув широкий розголос у СРСР та за кордоном. Важливіші його публікації дісталися за кордон і були перекладені на чужі мови. Гуманні політичні позиції руху здобули йому прихильне наставлення поступових кіл світу. В обороні ув'язнених учасників українського руху опору виступили серед іншого в СРСР — академік А. Сахаров, П. Літвінов, О. Єсенін-Вольпін, В. Некрасов; у західному світі — діячі культури, науки, видатні письменники, між ними також деякі особи, відзначені Нобелівськими преміями (Генріх Белль, Сальвадор Лурія, Ґунар Мірдал, Гюнтер Грасс, Норман Мейлер, Еріх Фром, Ернест Мандель, Ноам Чомскі, Леонард Бернстайн, Артур Шлесінджер та ін.).
Дисиденти зайняли помітне місце у світогляді населення. Завдяки їхній самовідданій боротьбі у громадській свідомості поступово стверджувалася думка, що український народ є не просто придатком до «великого брата», що можливе створення незалежної держави. З середовища дисидентів вийшло багато видатних політиків часу перебудови, серед яких учасник Народного Руху України В'ячеслав Чорновіл.
Досяг успіху рух за визнання УГКЦ, розпочатий в середині 1980-х років митрополитом Стернюком та підпільною ієрархією. Переломними подіями були багатотисячний молитовний похід у Львові до Собору Святого Юра 17 вересня 1989 року з вимогою легалізації УГКЦ в Радянському Союзі і зустріч Папи Івана Павла II з Михайлом Горбачовим в грудні того ж року. Вони дали початок легалізації УГКЦ.
З початком та розгортанням перебудови Михайла Горбачова поліцейський тиск з боку держави на суспільно-культурну сторону життя громадян СРСР було поступово знято.
Формою вияву руху опору були петиції і протести, адресовані до влади, демонстрації та так звана самвидавна література.
Рух опору в Україні — це дії, спрямовані на здійснення державних законів і статей Конституції, які визначають громадянські та національні права і права УРСР в СРСР. Одним з перших збірних виявів руху опору можна вважати конференцію у справах культури мови в Київському Університеті у лютому 1963, під час якої висунуто серед інших вимогу увести в УРСР українську мову як урядову та повернути права національної меншості українцям в РРФСР. У 1962–1963 були поширені не дозволені до друку поезії і щоденник В. Симоненка, а у 1964 — анонімна листівка-протест проти підпалу Бібліотеки АН УРСР у Києві. 4 вересня 1965 р. в кінотеатрі «Україна» в Києві І. Дзюба і В. Чорновіл виступили з протестом проти проведених тоді арештів української інтелігенції. Восени того ж року в обороні заарештованих виступили з петиціями і протестами до влади видатні діячі культури і науки, серед яких були: М. Стельмах, А. Малишко, Г. і П. Майбороди, О. Антонов, С. Параджанов, В. Кирейко, Л. Костенко, І. Драч, Л. Серпілін. У грудні 1965 І. Дзюба вислав на адресу першого секретаря ЦК КПУ П. Шелеста та голови Ради Міністрів УРСР В. Щербицького протестного листа проти репресій та додав до нього есе під назвою «Інтернаціоналізм чи русифікація?». На початку 1966 в Києві, Львові, Івано-Франківську, Луцьку та інших містах України відбулися з грубими порушеннями радянських законів політичні процеси. Того ж року В. Чорновіл зладив збірку біографій та творів 20 засуджених під назвою «Лихо з розуму» і вислав на 55 сторінкове звернення до прокурора УРСР Ф. Глуха та інших, в якому з'ясував порушення громадянських прав заарештованих.
Протестні акції проти порушень законів, антиукраїнського курсу національної політики, в обороні заарештованих, а також в обороні національних прав українського народу набрали в наступні роки досить широких розмірів й участь у них брали різні прошарки населення. Важливіші виступи:
- лист до ЦК КПУ та Спілки Письменників України з протестом проти нападів на І. Дзюбу, що його вислали 1966 П. Скочок, В, Чорновіл, Л. Шереметьєва;
- лист Скочка до П. Шелеста з приводу порушень законності на процесі М. Озерного в 1966 (разом з записом цього процесу);
- лист баптиста А. Ковальчука до Л. Брежнєва в 1966 проти переслідувань віруючих;
- лист І. Дзюби, І. Світличного, Н. Світличної, Л. Костенко до Шелеста в обороні засудженого в 1967 В. Чорновола;
- звернення 139 меш. Києва до Брежнєва, М. Підгорного і О. Косиґіна в квітні 1968 з протестом проти переслідувань за переконання, незаконних арештів і обмеження прав української мови і культури;
- лист творчої молоді Дніпропетровська до В.Щербицького, Ф.Овчаренка, Д.Павличка у 1968 р. проти русифікації міста та цькування роману «Собор» Олеся Гончара, поширювався як анонімний, співавтори — поет Іван Сокульський та журналіст Михайло Скорик;
- відкритий лист до «Літературної України» за підписами І. Дзюби, Є. Сверстюка, М. Коцюбинської, Л. Костенко, В. Некрасова в обороні В. Чорновола та С. Караванського; подібний лист В. Стуса до Ф. Овчаренка;
- есей В. Мороза «Хроніка опору» про нищення пам'яток української культури;
- відкритий лист А. Коваля до депутатів Верховної Ради УРСР, у якому вимагає здійснення прав, записаних у Конституції;
- протестні листи різних громадян, зокрема Б. Антоненка-Давидовича, І. Дзюби, В. Чорновола, Ольги Горинь, Ігоря та Ірини Стасів-Калинців, О. Мешко, о. В. Романюка проти другого засуду В. Мороза в листопаді 1970;
- звернення мешканців м. Вишгорода Київської області до ЦК КПРС з приводу надуживань місцевої влади;
- звернення Громадського Комітету захисту Ніни Строкатої, що його в грудні 1971 підписали П. Якір, Ірина Стасів-Калинець, В. Стус, Т. Тимчук, В. Чорновіл;
- не підписана листівка про арешти діячів культури на початку 1972;
- листівки і протестні написи проти русифікації у Львівському Університеті у 1974;
- інші.

Протестні листи проти правопорушень висилали також учасники руху опору, що перебували у в'язницях та концентраційних таборах, наприклад:
- звернення М. Масютка до Верховної Ради УРСР у жовтні 1966, у якому він засуджує суди над українцями в різних містах;
- лист С. Караванського до Ради Національностей СРСР у 1966 з вимогою припинити дискримінацію неросійських народів, зокрема українців, кримських татар, євреїв, та подібні його листи до В. Ґомулки в 1965 і Голови Президії Верховної Ради СРСР у 1967;
- його ж звернення на цю саму адресу з протестом проти окупації Чехо-Словаччини в 1968;
- лист М. Гориня, І. Кандиби, Л. Лук'яненка до Комітету прав людини ООН у 1969 з протестом проти домішування отрути до харчів в'язням;
- звернення до прилюдної опінії світу С. Бедрила в 1970, зі скаргою на поведінку органів КДБ
- есе В. Мороза під назвою «Репортаж із заповідника ім. Берії», який був написаний під час ув'язнення автора.

Інша форма діяльності руху опору — це маніфестації в річницю перевезення тіла Тараса Шевченка в Україну 22 травня, що їх постійно розганяли органи КДБ. У 1967 за цієї нагоді відбулось зіткнення учасників з КДБ, після чого 64 мешканці Києва вислали протест до Брежнєва та Шелеста. Демонстрації за участю кількох сотень осіб відбувалися у Львові в квітні 1966 під час процесу братів Горинів й інших та в листопаді 1970 в Києві під час похорону А. Горської. У 1968, у 51 річницю жовтневої революції, спалив себе на Хрещатику в Києві В. Макуха, виголошуючи гасла «Геть колоніялізм з України» та «Хай живе вільна Україна». У 1969 також для протесту проти поневолення України намагався спалити себе біля університету в Києві М. Береславський.
Рух опору виступав також в обороні національних меншостей України, що виявилося зокрема у виступі І. Дзюби і В. Некрасова у Бабиному Яру у вересні 1969, у заявах діячів руху опору на оборону кримських татар тощо.
Поряд з цими стихійними формами руху опору, існували спроби організованих акцій. Ще в кінці 1959 група українських юристів під проводом Л. Лук'яненка виготовила проєкт програми Української Робітничо-Селянської Спілки з метою вести легальну акцію за вихід УРСР з СРСР. У проєкті програми Спілки написано, що її ідеалом є самостійність України з широко розвиненим соціалістичним державним устроєм. Про засоби боротьби в проєкті говориться: Мета цього першого етапу нашої боротьби полягає в завоюванні демократичних прав, необхідних для організації всього українського народу на боротьбу за утворення незалежної національної держави. Методи досягнення цієї мети мирні, конституційні.
У січні 1961 Лук'яненко був засуджений у Львові на смертну кару, що була замінена на 15 pp. в'язниці, а обвинувачені (І. Кандиба, С. Вірун, О. Лібович, В. Луцькій, Й. Боровницький, В. Кіпиш) на ув'язнення від 10 до 15 рр. З 1957 до 1967 в Галичині діяли також малі нелегальні групи: Об'єднана Партія Визволення України, Український Національний Комітет та Український Національний Фронт, члени яких були також засуджені на ув'язнення, при чому двох членів Українського Національного Комітету І. Коваля та Б. Грицину Львівський суд засудив на смертну кару, і вирок виконано. Процеси над вищезгаданими групами відбувалися при зачинених дверях. Члени Українського Національного Фронту перевидали деякі публікації ОУН, у 1965–1967 випустили 16 чисел часопису Батьківщина і Воля.
До руху опору треба зарахувати також робітничі заворушення і страйки, наприклад, у 1963 в Кривому Розі (спричинені підвищенням цін на харчі та їх недостачею; тоді дійшло до сутичок між відділами КДБ і військовими частинами) і Одесі (портові робітники відмовилися вантажити масло до Куби), 1969 на гідроелектростанції в с. Берізка; 1972 у травні в Дніпропетровському (робітники протестували проти впровадження росіян на зав.) і в червні в Дніпродзержинському (у заворушеннях брало участь кілька тисяч осіб; вони були спровоковані грубою поведінкою влади).
За даними самвидавних документів в русі опору брали участь близько 600 осіб (кількість учасників масових демонстрацій і читачів самвидаву — кілька тисяч), здебільшого представники професійної інтелігенції, далі робітники, вчені, письменники, студенти, митці, священники, селяни; переважно молодь і люди середнього віку, зі значною участю жінок. Учасники руху опору походять головним чином з Київщини та з українського заходу (переважно зі Львова); далі з Дніпропетровської та Донецької областей. Духовим зачинателем руху опору. треба вважати В. Симоненка.
Політичним позиціям руху опору притаманні ідеї гуманізму, політичної та соціальної демократії, особистої та національної свободи. У центрі мислення учасників руху опору є людина, її гідність, її право вільно розвиватися. Метою руху опору є українська демократична самостійна держава, «у якій би всі громадяни дійсно користувалися політичними правами і визначали напрям економічного і політичного розвитку України». У галузі міжнаціональних відносин рух опору засуджує всякий шовінізм та імперіалізм і проповідує шанування прав інших народів та співпрацю з ними. Методи діяльності руху опору легальні; діячі руху часто посилаються на принципи так званої ленінської національної політики. Проте, після арештів і судів провідних діячів руху опору у 1972–1973 помітна часткова радикалізація поглядів, тенденції до нелегальної діяльности. Це позначилося зокрема на 7-8 випуску (1974) самвидавного періодичного видання руху «Український Вісник».
Українці (наприклад, генерал П. Григоренко) беруть участь також у загальносоюзному чи російському русі опору. Але намагання російського періодичного видання руху опору «Хроника текущих событий» у Москві виступати від імені руху опору неросійських народів СРСР, спростувала редакція «Українського Вісника». Поряд з українським рухом опору, в Україні діяв також рух опору інших національностей, зокрема єврейська (він ставив собі метою, як і в Росії, право на виїзд за кордон СРСР) і російський що солідаризується з російським рухом опору в Росії. Подекуди вони співпрацюють з українським рухом опору.